# Karim El Berkaoui
Karim El Berkaoui (arabisch كريم البركاوي, DMG Karīm al-Barkāwī; * 13. November 1995 in Agadir) ist ein marokkanischer Fußballspieler.

## Karriere

### Klub
Zur Saison 2013/14 wechselte er zu Hassania d’Agadir seit Oktober 2020 steht er bei al-Raed in Saudi-Arabien unter Vertrag.

### Nationalmannschaft
Seinen ersten bekannten Einsatz für die marokkanische Nationalmannschaft hatte er am 21. September 2019 bei einem 0:0 gegen Algerien während der Qualifikation für die Afrikanische Nationenmeisterschaft 2020, wo er in der 87. Minute für Walid El Karti eingewechselt wurde. Nach einem weiteren Qualifikationsspiel in dieser Phase kam er erst wieder beim FIFA-Arabien-Pokal 2021 zum Einsatz, wo seine Mannschaft es bis ins Viertelfinale schaffte.